# هنري ترنر
هنري ترنر (بالإنجليزية: Henry Turner)‏  طبيب أمريكي مختص في علم الغدد الصم. ولد في 28 أغسطس 1892 وتوفي في أغسطس 1970.